# Санто-Томас
Санто-Томас (тагальська: Lungsod ng Santo Tomas), — місто 1-го класу в провінції Батангас, Філіппіни. За даними перепису населення 2020 року, його населення становить 218 500 осіб.
Межує з містами Каламба на півночі, Лос-Баньос на північному сході, Аламінос на сході, Танауан і Мальвар на заході та Ліпа на півдні. 
Санто-Томас є містом Філіппінської революції та героя філіппінсько-американської війни Мігеля Мальвара, останнього філіппінського генерала, який здався американцям. 7 вересня 2019 року виборці Санто-Томаса ратифікували на плебісциті Закон про республіку №11086 або Хартію міста Санто-Томас.

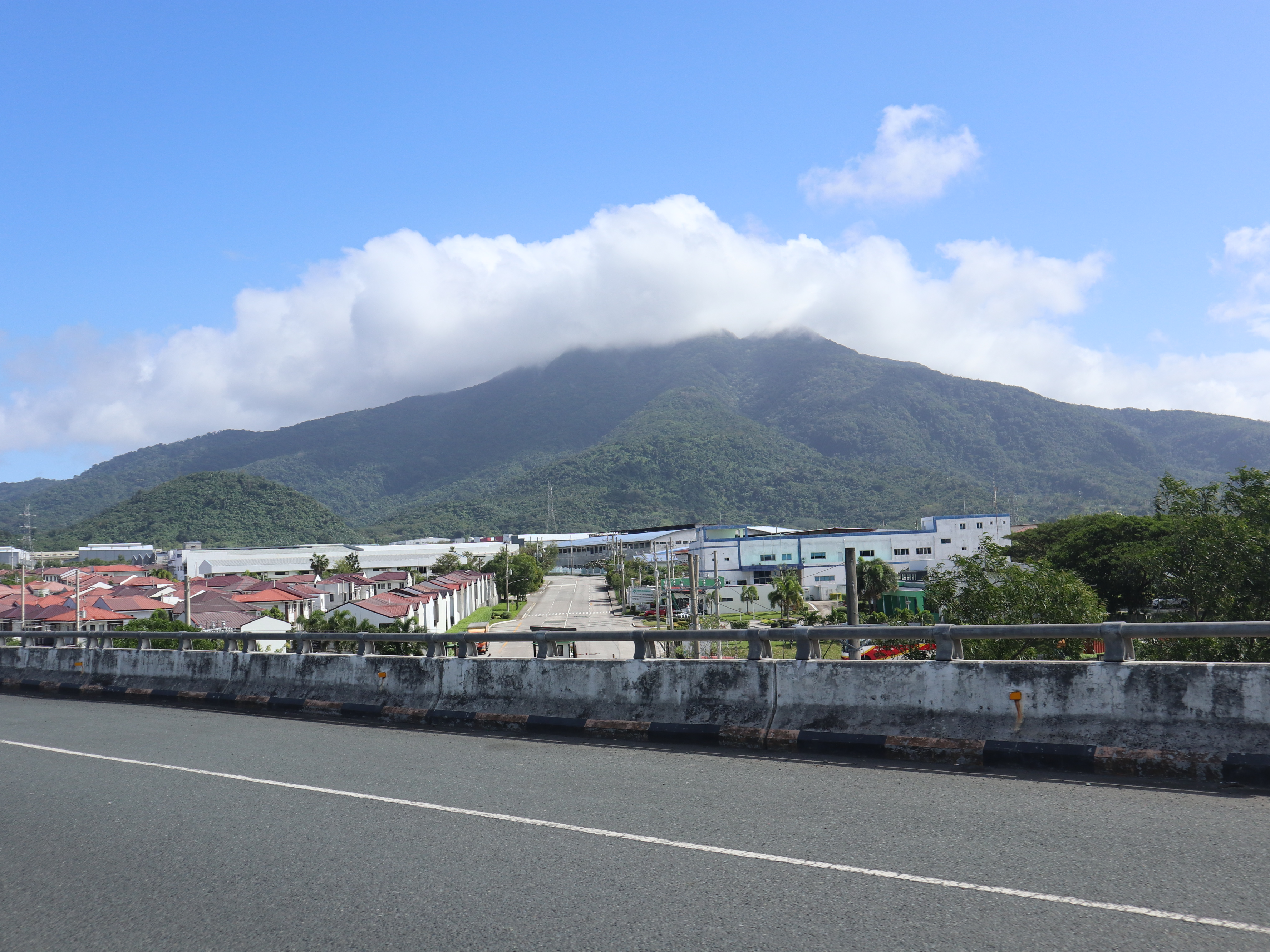
Вигляд на гору Макілінг

Покровителем Санто-Томаша є святий Тома Аквінський, покровитель католицьких шкіл, свято яких відзначається щороку 7 березня. 

## Економіка
У місті розташований Перший філіппінський індустріальний парк, який належить Lopez Holdings Corporation.

## Транспорт
Джипні з'єднують місто з Каламбою на півночі, Танауаном на півдні та Сан-Пабло на сході. Автобуси з Маніли до міста Батангас, Лусени або Бікола обслуговують місто. UV Express також з'єднує Санто-Томас з містами Сан-Пабло, Санта-Роса, і Дасмаріньяс. Триколісні велосипеди забезпечують транспортування в межах Барангаїв.

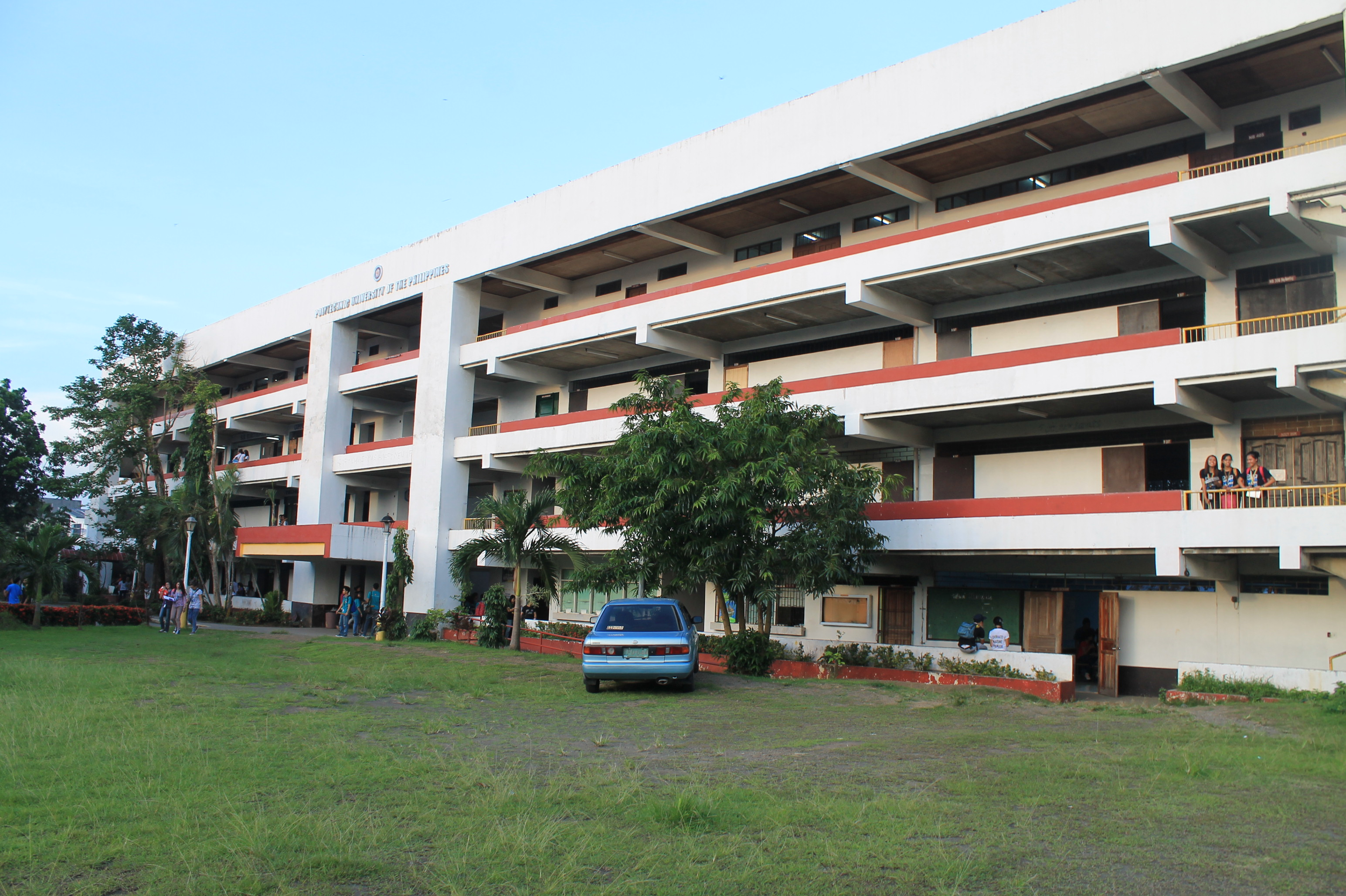
Політехнічний університет Філіппін в Санто-Томас

## Освіта

#### Університети
Політехнічний університет Філіппін має один кампус у місті Санто-Томас. Це складова філія Політехнічного університету Філіппін і єдиний вищий навчальний заклад у Санто-Томасі, який обслуговує місто та сусідні міста.

#### Середні школи
У місті 4 державні середні школи.
- San Jose National High School
- San Pedro National High School
- Santa Clara National High School
- Santa Anastacia-San Rafael National High School

#### Приватні школи
У місті 18 приватних шкіл.
- Almond Academy Foundation Inc.
- AMS Learning School
- Blue Isle Integrated School
- Clareville School
- Elyon Academia Foundation, Inc.
- Greenville Academy of Santa Clara
- His Care Learning Center of Santa Maria
- Hope Christian Academy of Santo Tomas
- Kids for Jesus Academy Inc.
- Maranatha Christian Academy of Santo Tomas
- Maranatha Christian Academy of Blue Isle
- Mother Barbara Micarelli School
- Nikiesha's Interactive Camp Child Development Center Inc.
- Pedagogia Children's School (Santo Tomas)
- San Bartolome Adventist Elementary School
- Saint Thomas Academy
- Saint Thomas Montessori Learning Center
- The Golden Child Literacy Place

## Галерея

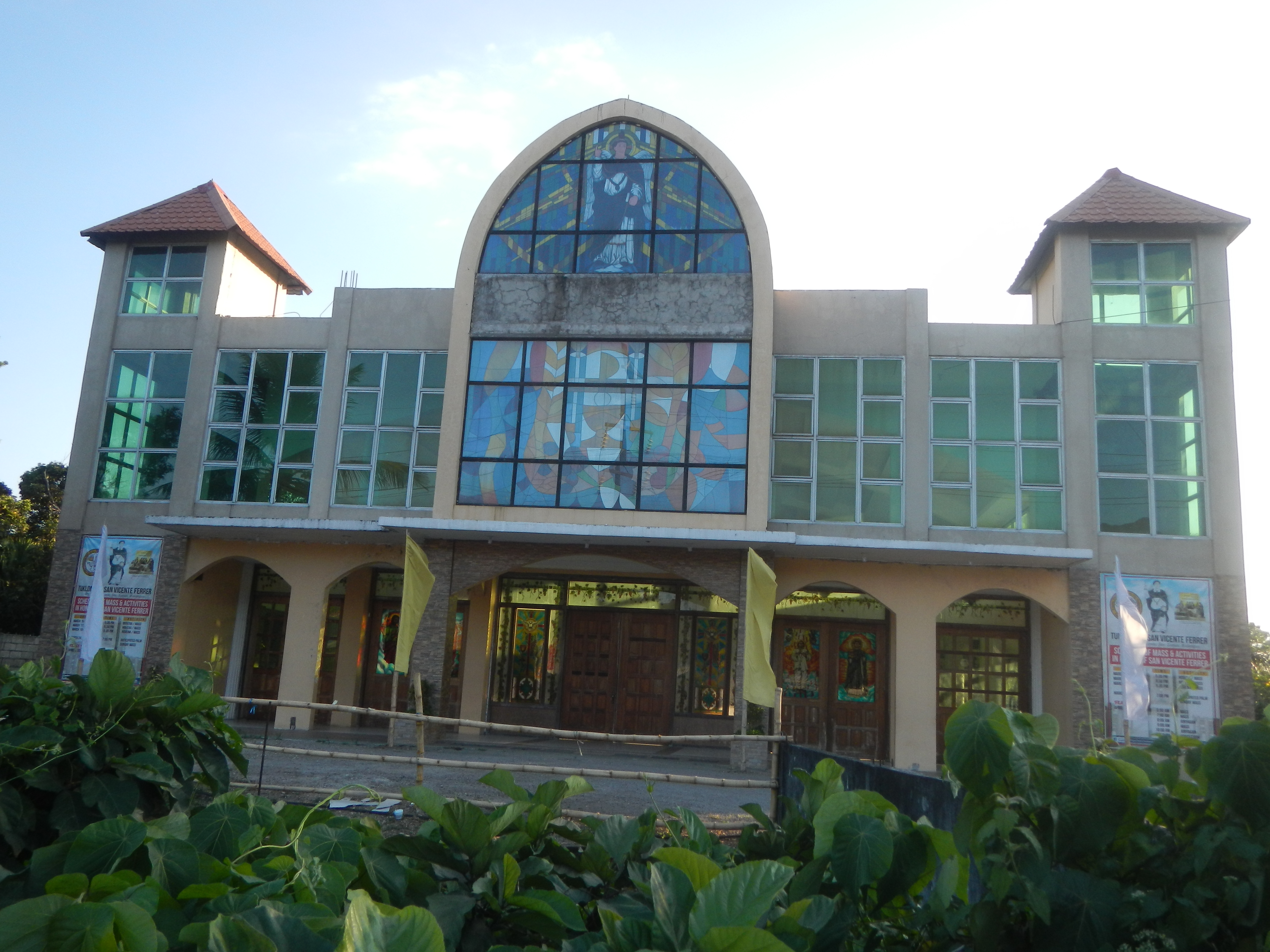
Національний храм святого Піо з П'єстрельчини
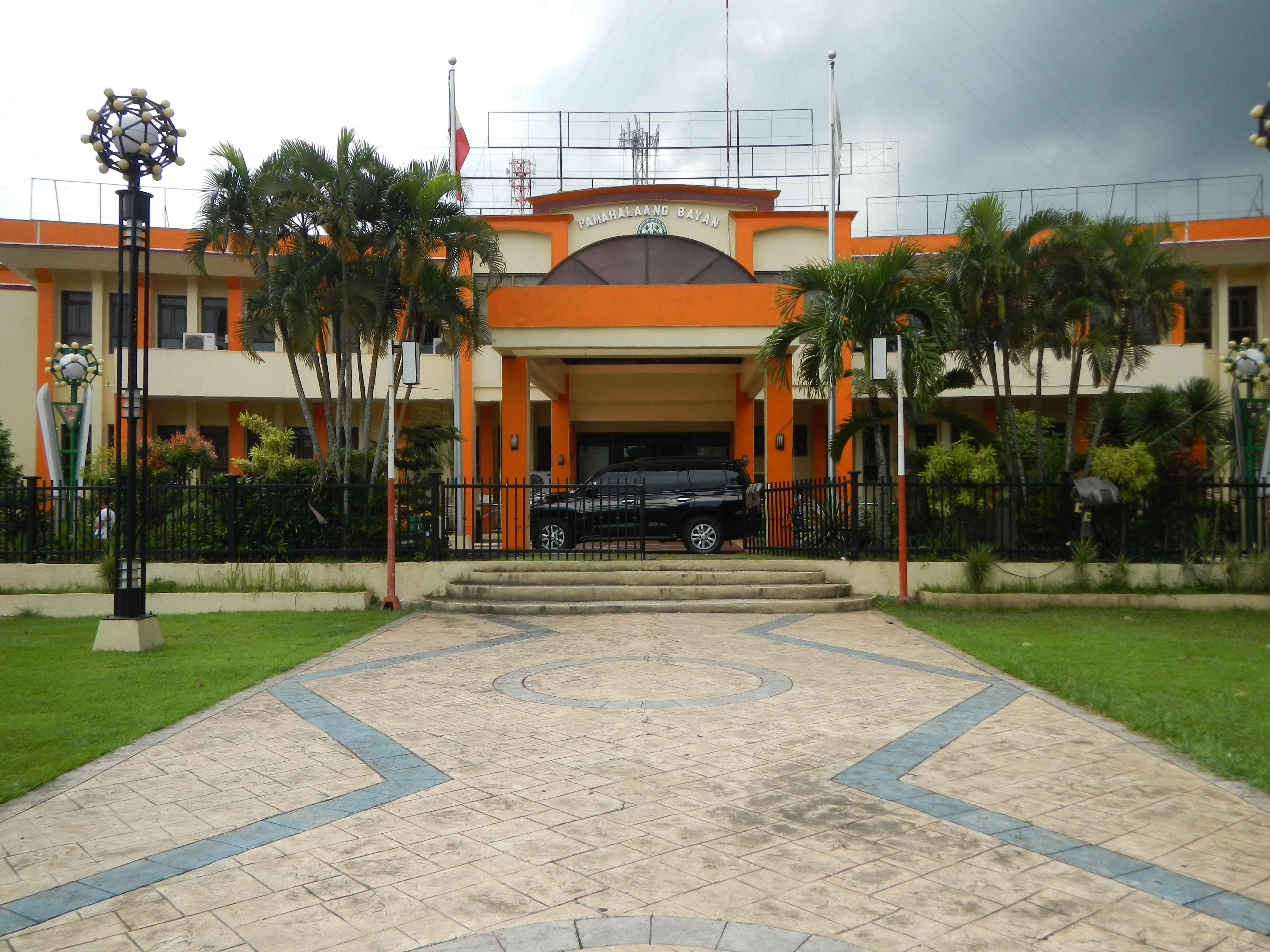
Мерія